# Filtre dicroic

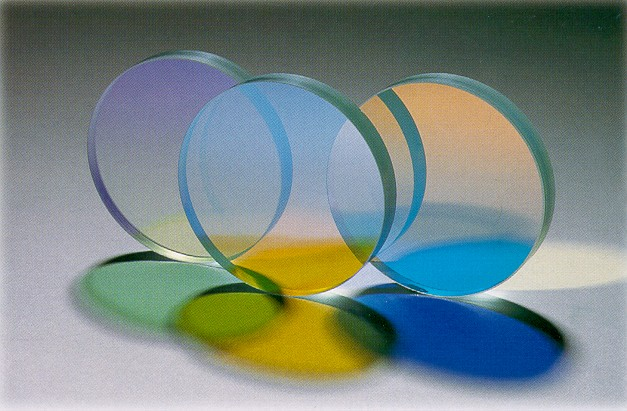
filtres dicroics

Un filtre dicroic és un filtre de color que s'utilitza per seleccionar el pas de la llum en una petita gamma de colors, i reflecteixen la llum d'un color en particular. El filtre dicroic reflecteix la llum visible mentre que permet el pas de la llum infraroja (calor radiant), resultant en un refrigerador de feix reflectit. Moltes llums halògens de quars tenen un filtre dicroic integrat per a aquest propòsit, s'utilitzen generalment en projectors de diapositives.
Amb aquesta característica, per exemple, el seu ús permet filtrar la font de llum per ser gravada en marc en la major quantitat de llum visible, reduint la incidència de la radiació tèrmica sobre la pel·lícula.

## Principi de funcionament
Els filtres dicroics utilitzen en principi de la interferència de la pel·lícula prima, de manera semblada a la qual és responsable de la producció de taques de color en oli sobre l'aigua. En aquest fenomen el filtre dicroic és produït per capes de pel·lícules alternes que tenen diferent índex de refracció. La interfície entre les diferents capes produeix reflexos en fase, la selecció i la millora de certes longituds d'ona i que interfereixen entre si. Les capes es dipositen usualment per la deposició al buit. En controlar l'espessor i el nombre de capes és possible ajustar la gamma de color reflectit.

## Aplicacions

reflecteix dicroicoen un microscopi de fluorescència

En microscopis de fluorescència, els filtres dicroics s'utilitzen com a divisors de feix per dirigir la lluentor d'una freqüència d'excitació per a la mostra. En un projector LCD s'utilitzen filtres dicroics per dividir la llum blanca en tres colors.

## Avantatges
- Facilitat per a la fabricació i per a l'elecció i establiment del rang longitudinal d'ones reflectides.
- A causa de la llum en la banda de detenció es reflecteix, en lloc d'absorbir-se, hi ha molt menys escalfament de la lent que en els filtres convencionals.
- Vida útil molt més llarga que en altres tipus de filtres.
- El filtre no es deforma fàcilment per escalfament, excepte si s'exposa a temperatures extremadament altes.

## Desavantatges
- Cost inicial alt.
- Els filtres dicroics de cristall són més fràgils que els filtres de plàstic convencionals.
- Poden reflectir la llum de nou en un sistema òptic.
- Les bandes de llum que passa depenen de l'angle d'incidència.